# 12, Smart
12, Smart (12,スマート?) è il dodicesimo album in studio del gruppo femminile giapponese Morning Musume, pubblicato nel 2011.

## Tracce
Testi e musiche di Tsunku.
1. Give me Love (Give me 愛) – 4:57
2. Only You – 5:19
3. Silver no Udedokei (シルバーの腕時計) – 5:50
4. Suki da na Kimi ga (好きだな君が) – 5:13
5. Kaiketsu Positive A (怪傑ポジティブA) – 4:59
6. Kono Ai wo Kasanete (この愛を重ねて) – 5:10
7. Kono Chikyū no Heiwa o Honki de Negatterun Da yo! (この地球の平和を本気で願ってるんだよ!) – 5:02 – Shōichirō Hirata
8. Kare to Issho ni Omise ga Shitai! (彼と一緒にお店がしたい!) – 4:51
9. My Way ~Joshikō Hanamichi~ (My Way 〜女子校花道〜) – 4:35
10. Otome no Timing (乙女のタイミング) – 4:21
11. OK YEAH! – 4:46
12. Maji Desu ka Ska! (まじですかスカ!) – 3:41